# NGC 485
NGC 485 (również PGC 4921 lub UGC 895) – galaktyka spiralna (S?), znajdująca się w gwiazdozbiorze Ryb. Odkrył ją John Herschel 8 stycznia 1828 roku.